# Druväpple
Druväpple är en äppelsort av okänt ursprung. Äpplet hittades vid Fullerö säteri år 1980. Sorten skall ha funnits på gården i 200 år. Äpplets skal är av en grön och närmast rosa färg. Fruktöttet som är saftigt har en söt smak. Druväpple mognar i oktober och kan förvaras omkring en månad. Äpplet är främst ett ätäpple, och äpplen som pollineras av Druväpple är bland annat Filippa, James Grieve och Sävstaholm. I Sverige odlas Druväpple gynnsammast i zon 1-3.